# Saint-Sigismond (Loiret)
Saint-Sigismond é uma comuna francesa na região administrativa do Centro, no departamento Loiret. Estende-se por uma área de 14,93 km². Em 2010 a comuna tinha 266 habitantes (densidade: 17,8 hab./km²).